# Провулок Толстого (Мелітополь)
Провулок Толстого — провулок в Мелітополі на Червоній Гірці. Йде від вулиці Шевченка до вулиці Пушкіна.

## Назва
Провулок названий на честь російського письменника Льва Толстого.
Поруч знаходиться вулиця Толстого.

## Історія
Перша відома згадка провулка датується 20 травня 1929 року.